# Bahnhof Bad Berka
Der Bahnhof Bad Berka ist ein Bahnhof der Kleinstadt Bad Berka im Landkreis Weimarer Land in Thüringen. 1887 ging er in Betrieb. Bis 1967 handelte es sich um einen Keilbahnhof.

## Lage
Der Bahnhof Bad Berka befindet sich etwa 300 Meter südlich des Stadtkerns. Er befindet sich am Streckenkilometer 17,28 und ist Ausgangspunkt des Zweiges nach Blankenhain. Von 1887 bis 1967 handelte es sich beim Bad Berkaer Bahnhof auch um einen Keilbahnhof. Er grenzt unmittelbar an die Bundesstraße 87 (Tannrodaer Straße) und an die Bahnhofstraße. Der Haltepunkt Bad Berka Zeughausplatz liegt rund 750 Meter weiter nördlich, die ehemalige Haltestelle Martinswerk ungefähr einen Kilometer weiter südlich. Auf dem Zweig nach Blankenhain ist der drei Kilometer entfernte Haltepunkt Saalborn die nächste Station.

## Geschichte
Am 15. Mai 1887 ging die Bahnstrecke von Weimar über Bad Berka nach Tannroda in Betrieb. In Bad Berka entstand ein zweigeschossiges Empfangsgebäude. Etwa ab der Jahrhundertwende sorgten für das An- und Abrollen des Frachtgutes auf der Straße von und zu den Kunden bahnamtliche Rollfuhrunternehmen. Im besonders heißen Sommer 1912 herrschte so großer Wassermangel, dass der Brunnen der Wasserstation im Bahnhof Bad Berka versiegte. Es kam zu Betriebsstörungen und Verspätungen. Aus diesem Grund wurde die Wasserstation ein Jahr später an die städtische Hochdruckleitung angeschlossen.
Zwischen 1926 und 1931 kam es zur Verlegung der Strecke zwischen Bad Berka, München, Tannroda und Kranichfeld, sodass auch der Bad Berkaer Bahnhof umgebaut werden musste.
Im Zeitraum von 1943 bis Mitte 1944 trafen im Bahnhof fast wöchentlich Waggons aus Osteuropa mit Gegenständen der deportierten Juden ein. Es handelte sich dabei größtenteils um Kleidung, die vor allem aus dem KZ Auschwitz stammte. Man brachte die Dinge im Zeughaus unter. Am 5. April 1945 griffen US-amerikanische Bomber einen gerade in Bad Berka einfahrenden Personenzug an, der aus Richtung Weimar kam. 18 Reisende und ein Eisenbahner kamen dabei ums Leben, viele weitere wurden verletzt. Die Straßenfront des Empfangsgebäudes erlitt schwere Schäden. Auch der Güterschuppen stürzte teilweise ein. Ein weiterer Personenzug, der in Blankenhain seine Fahrt begann, wurde mehrfach beschossen, kam in Bad Berka zum Stehen und wurde dort abgeschleppt. Der Wiederaufbau des Empfangsgebäudes war Ende April 1946 abgeschlossen.
Im Jahre 1962 entstand durch den VEB Kohlehandel in Abstimmung mit der DR ein Umschlagplatz für den südlichen Teil des Kreises Weimar-Land. Durch diesen Kohleumschlag reduzierte sich das Güterverkehrsaufkommen in Blankenhain.
In den 1960er Jahren arbeiteten in Bad Berka Fahrdienstleiter, Rangierleiter und Zugführer für die Güterzüge. Etwa 20 Beschäftigte zählte der Bahnhof zu dieser Zeit.
Am 4. April 1966 endete der Personenverkehr nach Blankenhain. Der Güterverkehr wurde am 24. September 1967 eingestellt. Anschließend folgte die Stilllegung des Abschnitts. Seitdem handelt es sich beim Bahnhof Bad Berka baulich um einen Durchgangsbahnhof und hinsichtlich der Lage im Netz um einen Zwischenbahnhof.
Vom 15. bis 17. Mai fanden anlässlich des 100. Streckenjubiläums Feierlichkeiten statt. Dazu standen in Bad Berka zwei Mitropa-Speisewagen und ein Liegewagen bereit.
In den 1990er Jahren kamen neue Triebwagen zum Einsatz. Am 17. September 1994 fand dazu im Bad Berkaer Bahnhof die Präsentation des Prototyps der DB-Baureihe 670 statt.
Bis 1996 waren fast alle nicht mehr gebrauchten Nebengleise stillgelegt und anschließend abgebaut. Ab dem 15. März 1994 war der Bahnhof nur noch mit einem Fahrdienstleiter besetzt. Am 29. März 2000 schloss man die Fahrkartenausgabe. Zur Sicherung der Fahrgäste war kein Personal mehr erforderlich. Bis zum 16. September 2001 musste allerdings noch von Bad Berka aus der Bahnübergang in Legefeld gesichert werden. Als auch dieser mit in den Zugleitbetrieb des Berkaer Bahnhofs in Weimar mit aufgenommen wurde, endete die Besetzung des Bahnhofs Bad Berka endgültig.

### Betriebsstörungen
Unter anderem in den Jahren 1890, 1926, 1940, 1946, 1981 und 1994 kam es immer wieder zu Hochwasser der Ilm. Das Bahnhofsgebiet in Bad Berka war somit häufig überschwemmt, was zu Betriebsstörungen und -unterbrechungen führte.

## Anlage

### Bahnsteige und Gleise

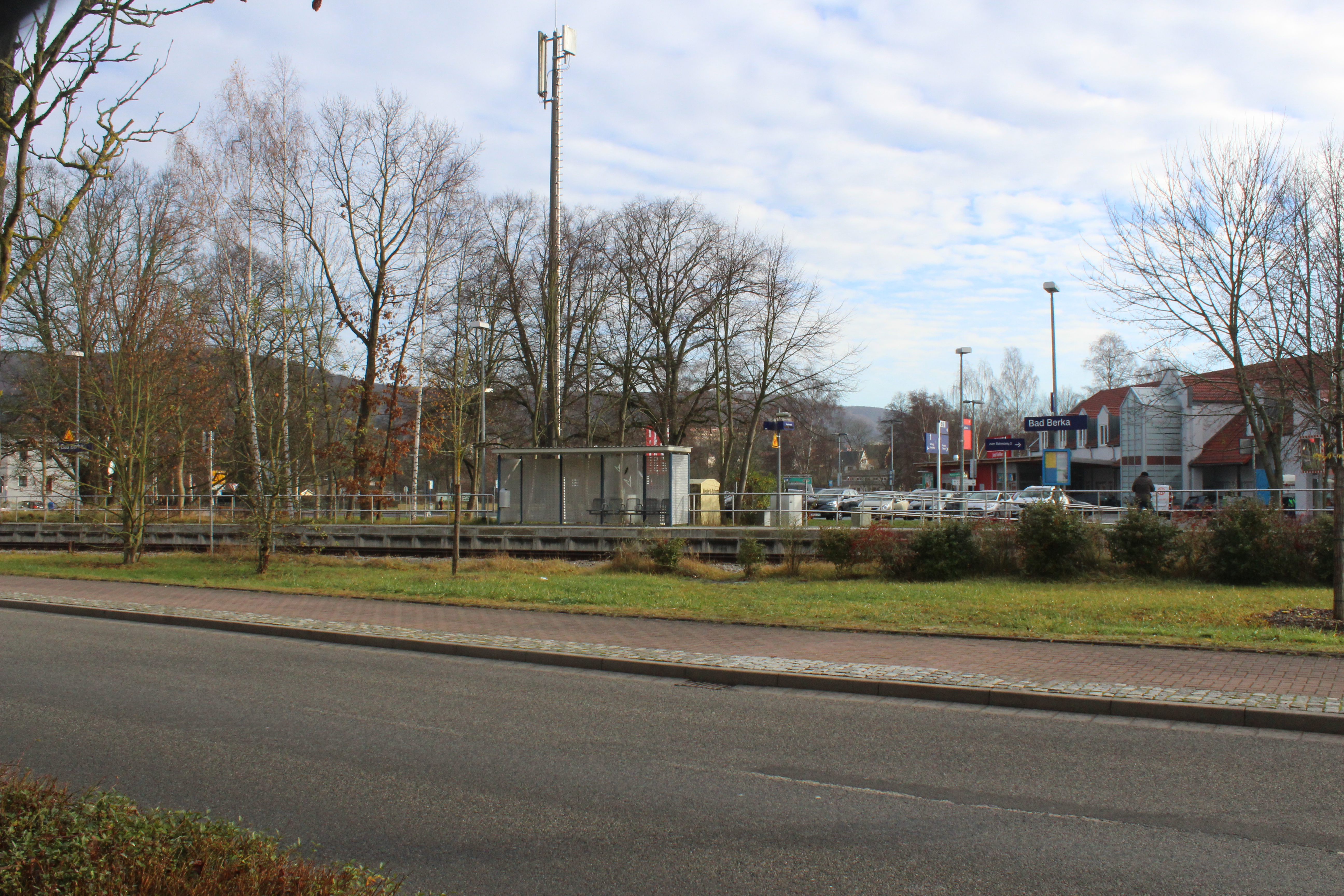
Bahnsteig der Züge in Richtung Kranichfeld (2017)

Zu Beginn im Jahre 1887 verfügte der Bahnhof über sechs Gleise und elf Weichen. An einem 90 Meter langen Hausbahnsteig lag Einfahrgleis aus Richtung Tannroda. Anschließend folgte westlich davon ein 90 Meter langer Mittelbahnsteig, das Kreuzungsgleis 2 als Einfahrgleis aus Richtung Weimar sowie das Ladegleis 3 mit einer 80 Meter langen Ladestraße. Östlich von Gleis 1 existierte das Ladegleis 6. Es endete an einer Kopframpe. Der Streckenast nach Blankenhain zweigte nach Süden ab. Gleis 7 war das Bahnsteiggleis am Hausbahnsteig. Bei Gleis 8 handelte es sich um ein Umfahrgleis. Mit der Umverlegung des Streckenabschnittes Bad Berka–München verschob man auch den Südkopf des Bahnhofs noch Osten. Auf der westlichen Seite konnte somit ein Ladegleis 4 und das Gleis 5 mit einer 35 Meter langen Kopf- und Seitenrampe entstehen. Gleis 3 erhielt nun die Funktion eines Aufstell- und Umfahrgleises. Bis zur Stilllegung des Abschnittes nach Blankenhain änderte sich die Anordnung dieser Anlagen kaum. Danach dienten die Gleise 7 und 8 nur noch als Abstellgleise.

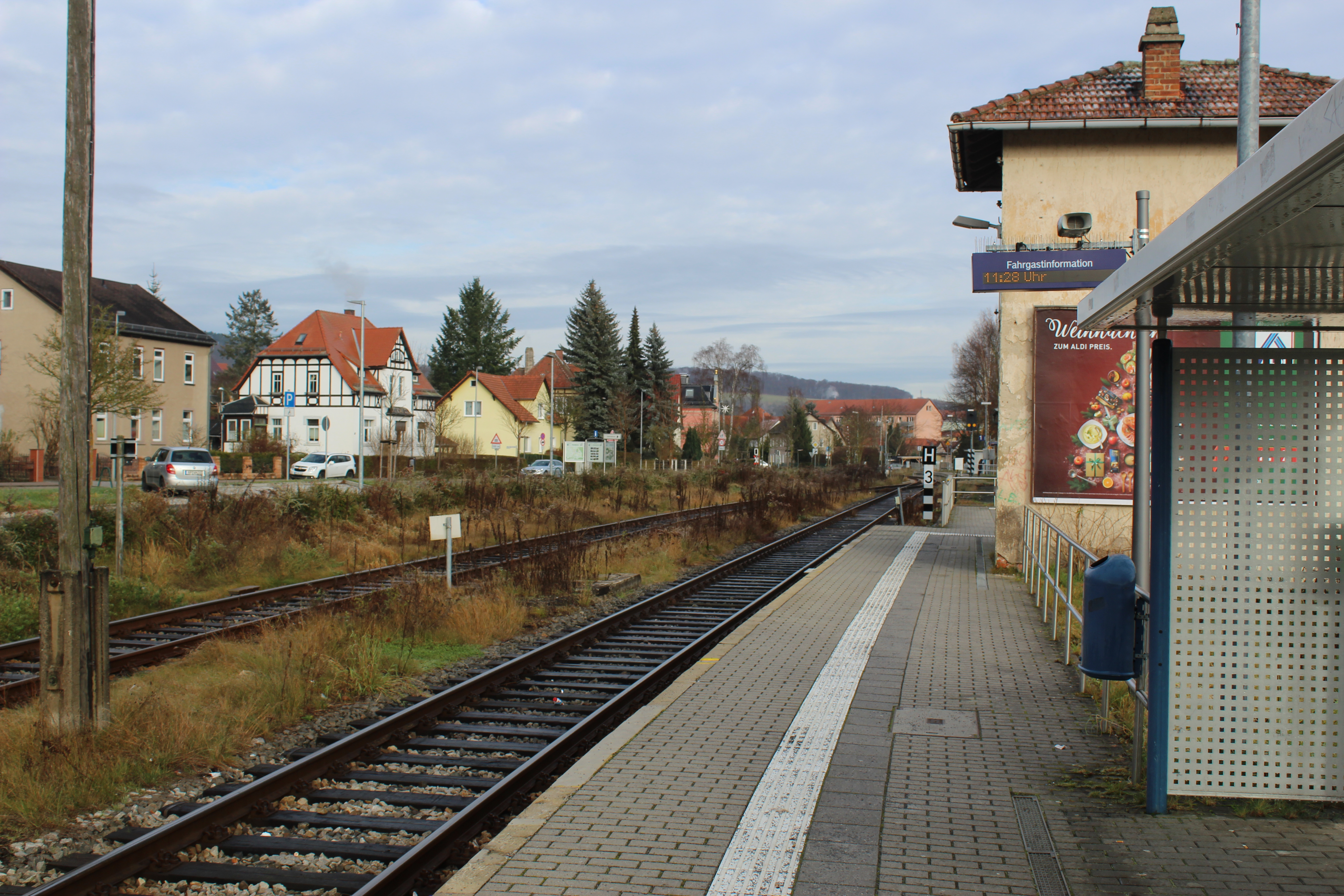
Bahnsteig der Züge in Richtung Weimar (2017)

Für den Zeitraum von 1897 bis 1904 ist die Existenz elf einfacher Weichen im Bahnhof Bad Berka belegt.
Im August und September 1997 wurden das Ladestraßengleis 4 sowie die Abstellgleise 7 und 8 am ehemaligen Blankenhainer Bahnsteig entfernt. Am 22. Dezember 1999 wurde der Zugleitbetrieb auf der Strecke eingeführt, sodass der Bahnhof örtliches Personal für den Bahnhof Bad Berka nicht mehr nötig war. Es folgten weitere Umbaumaßnahmen der Gleise und der Sicherungsanlagen. Während die neuen Bahnsteige sich noch im Bau befanden, mussten die Reisenden noch die Gleise überqueren. Dazu war allerdings vorübergehend noch Personal zur Sicherung der Reisenden erforderlich. Die alten Bahnsteige wurden stillgelegt. Die beiden neuen ordnete man so an, dass sie sich auf der gleichen Seite, ungefähr 70 Meter voneinander versetzt, befinden.
Aktuell befinden sich nur noch zwei Kreuzungsgleise im Bahnhof Bad Berka. Die beiden Bahnsteige sind jeweils 50 Meter lang und 55 Zentimeter hoch.

### Empfangsgebäude

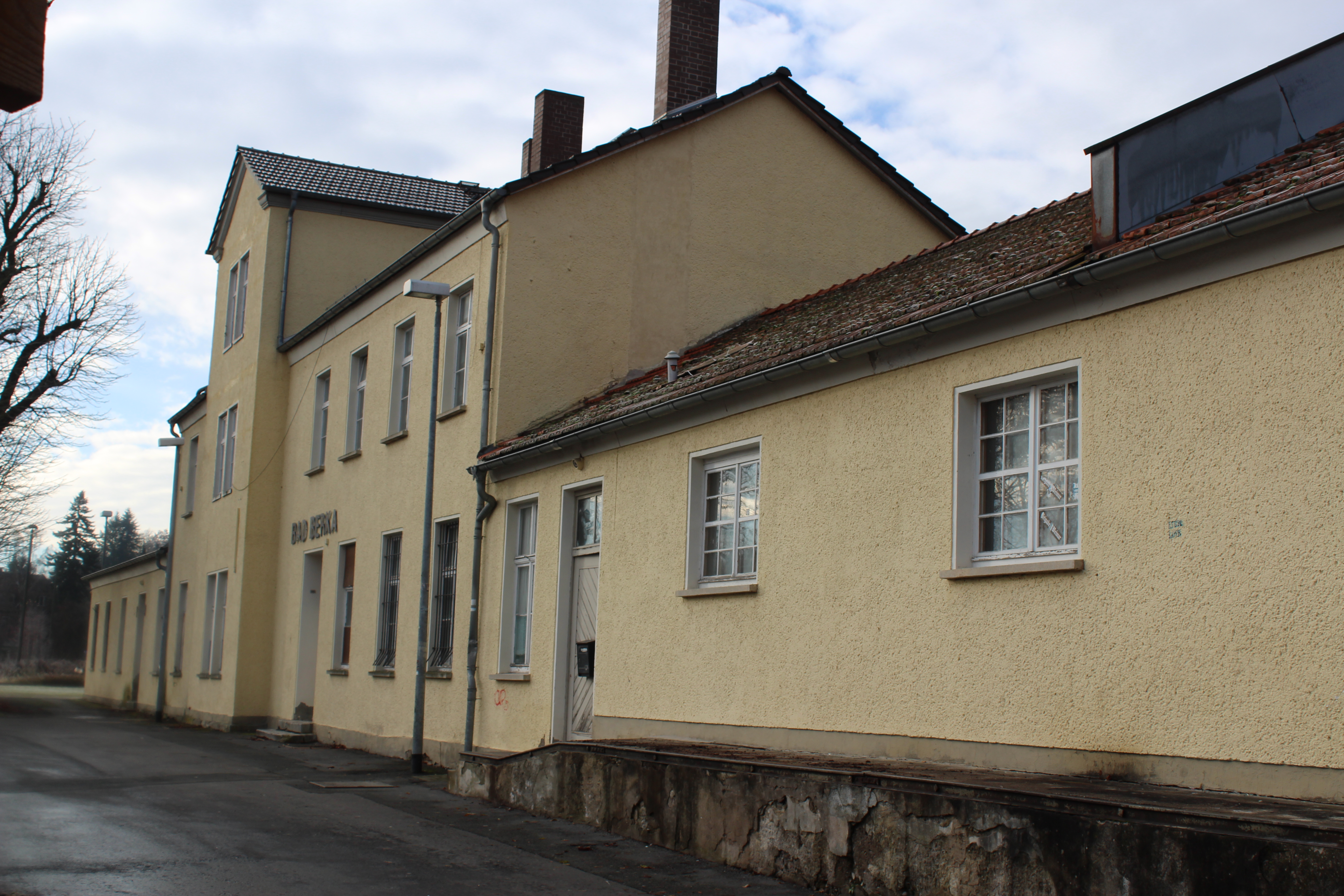
Empfangsgebäude, Straßenseite (2017)

Das von Anfang an bestehende Empfangsgebäude wurde zweigeschossig erbaut und seine Länge beträgt etwa 18 Meter. Ein quer zum Gleis angeordneter Gebäudeteil entstand dreigeschossig. Im Erdgeschoss gab es Dienst- und Warteräume.
Im Jahre 1900 erhielt er einen offenen Anbau auf der rechten Seite, der später ein geschlossener war. 1935 fanden umfangreiche Umbauarbeiten statt. Es wurde dabei auch modernisiert und das Fachwerk verputzt.
Ein angebauter Güterschuppen verfügte über eine Seitenrampe und eine stirnseitige Feuergutrampe. Es handelte sich um eine Fachwerkkonstruktion mit Ziegelausfachung. Anfangs waren die Satteldächer mit Naturschiefer und später mit Ziegeln eingedeckt. Hinzu kam noch ein Aborthäuschen sowie ein Stall- und ein Wirtschaftsgebäude.

### Bahnhofsgaststätte
Ungefähr ab den 1890er Jahren bestand eine Bahnhofsgaststätte. Zu ihr zählten zwei Wartesäle der zweiten und dritten Klasse sowie bis zum Bahnhofsumbau im Jahre 1935 eine offene Veranda. Neben Küche und Keller gab es im ersten und zweiten Stock für den Wirt je zwei Zimmer.

### Sicherungstechnik
Ab etwa 1914 wurden die Einfahrten des Bahnhofs mit Formsignalen gesichert. Das Einfahrsignal A aus Richtung Weimar, das anfangs direkt vor der Einfahrweiche stand, sollte auf Verlangen des Wirtschaftsministeriums im Jahre 1921 um 100 Meter zurückversetzt werden. Aufgrund der schlechten Sicht und der Tatsache, dass rechts vom Gleis kein Platz vorhanden war, wurde es acht Meter entfernt und auf der linken Seite des Gleises in einem Garten aufgestellt. Später wechselte es noch auf die Innenbogenseite. Das Einfahrsignal B aus Richtung Kranichfeld wurde sogar noch links der angrenzenden Straße auf der linken Gleisseite aufgestellt. Auf der rechten Gleisseite war dies aufgrund der Bebauung nicht möglich. Es war also rund zehn Meter vom Gleis entfernt aufgestellt.

## Verkehrsanbindung
| Linie | Linienverlauf                    | Takt (min) | EVU           |
| ----- | -------------------------------- | ---------- | ------------- |
| RB 26 | Kranichfeld – Bad Berka – Weimar | 60         | Erfurter Bahn |

Im morgendlichen Berufsverkehr findet eine Verdichtung auf einen 30-Minuten-Takt statt.
Darüber hinaus verbinden einige lokale Buslinien den Bahnhof u. a. mit den Orten Kranichfeld, Weimar, Blankenhain, Rudolstadt oder Erfurt.